# Mimoleuronotus hiekei
Mimoleuronotus hiekei är en skalbaggsart som beskrevs av Stefan von Breuning 1968. Mimoleuronotus hiekei ingår i släktet Mimoleuronotus och familjen långhorningar. Inga underarter finns listade i Catalogue of Life.